# أغناريداي
أغناريداي Agnaridae هي حشرة من عائلة من قمل الخشب. كانت تعتبر سابقا في السابق جزء من Trachelipodidae، ولكن تم نقلهم من تلك العائلة إلى كربسيات عام 1989، ثم تم وضعهم كعائلة منفصلة عام 2003. تعرف باسمه سمعمعة في بلاد الشام.[بحاجة لمصدر]

## الأجناس
تحتوي العائلة على الأجناس التالية:
- أغنارا بود لوند، 1908 (20 نوعًا)
- ديزرتونيسكوس فيرهوف، 1930 (13 نوعًا)
- فوسونيسكوس ستروهال، 1965 ( أحادي النمط )
- Hemilepistoides Borutzky، 1945 (أحادي النمط)
- هيميلبيستوس بودي لوند، 1879 (15 نوع)
- كورونيسكوس فيرهوف، 1937 (نوعان)
- لوكاسيويديس كوون، 1993 (30 نوع)
- مونغولونيسكوس فيرهوف، 1930 (17 نوع)
- أورثوميتوبون فيرهوف، 1917 (9 أنواع)
- فالابا بودي لوند، 1910 (3 أنواع)
- بروتراتشيونيكوس فيرهوف، 1917 (68 نوع)
- Pseudoagnara Taiti & Ferrara، 2004 (نوعان)
- Socotroniscus Ferrara & Taiti، 1996 (أحادي النمط)
- تادزيكونيسكوس بوروتزكي، 1976 (أحادي النمط)
- Tritracheoniscus Taiti & Manicastri، 1985 (أحادي النمط)

## قراءة إضافية
- Schotte, M.; Kensley, B. F.; Shilling, S. (1995 onwards). World list of Marine, Freshwater and Terrestrial Crustacea Isopoda. National Museum of Natural History Smithsonian Institution: Washington D.C., USA
- Schmalfuss, H. (2003). World catalog of terrestrial isopods (Isopoda: Oniscidea). Stuttgarter Beiträge zur Naturkunde. Serie A, 654: 1–341., available online at http://www-alt.naturkundemuseum-bw.de/stuttgart/pdf/a_pdf/A654.pdf